# Roman Golovtchenko
Raman Halowtchenka
Roman Alexandrovitch Golovtchenko (en russe : Роман Александрович Головченко ; en biélorusse : Раман Аляксандравіч Галоўчэнка, Raman Aliaksandravitch Halowtchenka), né le 10 août 1973 à Jodzina, dans la région de Minsk, est un diplomate et homme d'État biélorusse, Premier ministre du 4 juin 2020 au 10 mars 2025 et président de la Banque nationale de Biélorussie à compter du 10 mars 2025.

## Biographie
Roman Golovtchenko décroche en 1996 un diplôme en relations internationales au sein de l'Institut d'État des relations internationales de Moscou. En 2003, il obtient un diplôme en économie et en gestion économique internationale de l'Académie d’administration publique auprès du président de la république de Biélorussie.
Il exerce ensuite diverses fonctions officielles en Biélorussie : entre 1997 et 2002, il est ainsi spécialiste en chef du secrétariat d'État au conseil de sécurité du pays, puis, de 2002 à 2005, il occupe le poste de vice-dirigeant du département au bureau du procureur général de la république de Biélorussie. De 2005 à 2006, il est conseiller principal au département chargé de la politique étrangère au sein de l'administration présidentielle, avant de cumuler, de 2006 à 2009, les fonctions de conseiller principal au département de la coopération internationale en matière de sécurité et de conseiller principal au département de la sécurité internationale du secrétariat d'État au conseil de sécurité. Après une brève période de travail comme ministre-conseiller à l'ambassade de Biélorussie en Pologne en 2009, il occupe le poste de premier vice-ministre du Comité d'État militaro-industriel du pays. Du 22 avril 2013 au 3 juin 2020, il est ambassadeur extraordinaire et plénipotentiaire aux Émirats arabes unis,.
En 2018, il est nommé ambassadeur au Qatar, au Koweït et en Arabie saoudite,. La même année, il prend la tête du Comité militaro-industriel de Biélorussie.
Le 4 juin 2020, il succède à Sergueï Roumas au poste de Premier ministre. 
Il parle anglais, arabe, allemand et polonais.[réf. nécessaire]